# 1. Balkankrig
1. Balkankrig startede den 8. oktober 1912, da staterne i Balkanforbundet (Kongeriget Serbien, Kongeriget Bulgarien, Kongeriget Grækenland og Kongeriget Montenegro) angreb det Osmanniske Rige. Efter tre dages kampe ved byen Kumanovo (28. til 31. oktober 1912) overtog den serbiske hær byen Skopje uden kamp og fortsatte med sejre andre steder. De største slag mod tyrkerne var ved Babuna, derefter ved Bakarno Gumno og igennem Kosovo. Den serbiske hær spredte sig til den adriatiske kyst. I løbet af oktober okkuperede de det vestlige Makedonien og Albanien. Den bulgarske hær okkuperede Østmakedonien til floden Mesta og kysten af det ægæiske Hav øst for det nuværende Thessaloniki i Grækenland. Den græske hær befriede Epir og øen Kreta og okkuperede derefter det ægæiske Makedonien.
Krigen løste ikke konflikterne på Balkan og kort efter dens afslutning begyndte 2. Balkankrig.

## Baggrund
Den 1. Balkankrig fremkaldtes ved forviklinger i Makedonien. Bulgarien og Serbien sluttede i maj 1912 et forbund, som senere blev tiltrådt af Grækenland og Montenegro med det fælles formål at gøre en ende på det tyrkiske overherredømme i Europa, idet hver af Balkanstaterne dog havde sit særlige formål. Bulgarien ville se at nå Konstantinopel efter at have slået den tyrkiske hovedhær i Thrakien, men tillige vinde Saloniki. Serbien efterstræbte det meste af Makedonien og Saloniki. Grækenland ville lægge beslag på det sydlige Makedonien og Saloniki samt Epirus. Montenegro efterstræbte Novibazar og Skutari. Albaniens fremtid var det ikke muligt at bestemme.
Som følge af disse særlige formål var en direkte samvirken imellem de fire Balkanstater på forhånd udelukket, og da Tyrkiet ligeledes splittede sine kræfter for at modsætte sig de fire forskellige angreb, det blev udsat for, førtes krigen på fire adskilte Krigsskuepladser.

## De opstillede hære og deres mål

### Montenegro
Den 8. oktober 1912 erklærede Montenegro Tyrkiet krig, og allerede dagen efter satte dets mobiliserede stridskræfter under befaling af kong Nikola og leddelte i 3 grupper sig i bevægelse: Sydgruppen, der bestod af omkring 7.000 mand under general Gjurovic drog fra Virpazar mod Skutari, Midtgruppen, der bestod af omkring 12.000 mand under kronprins Danilo drog fra Podgoritza mod Skutari, nord om søen og erobrede den 14. oktober Tuzzi, hvor 7.000 geværer, 8 maskingeværer og flere kanoner blev krigsbytte. Nordgruppen, der bestod af henved 10.000 mand under general Vukotitsch drog mod Novibazar. Iberegnet 3.000 albanere rådede Montenegro over henved 40.000 mand, 104 7,5 cm og 8,7 cm’s Krupp’ske og endvidere 44 maskinkanoner. Mens de to første grupper standsedes af fæstningen Skutari, der havde en omkreds af 25 km, deri indbefattet det 400 m høje bjerg Tarabosch i syd, hvilken forsvaredes af 24. og en redif-(landeværns-)division samt albaneske frivillige med Hassan Pasha som kommandant, hvorfor en langvarig belejring måtte indledes, kunne den 3. allerede den 25. oktober erobre Sjenica i Novi Pazar og tilvejebringe en forbindelse med serberne.

### Serbien
Serbien mobiliserede den 1. oktober, og inden 24 timer mødte 95 % af de indkaldte. Foruden 5 linje-divisioner à 2 brigader på 4 bataljoner opstilledes 5 reserve-divisioner à 3 regimenter på 4 bataljoner og en rytterdivision, i alt omkring 170.000 mand, men i løbet af felttoget kom hertil endnu 5 divisioner landstorm, omkring 80.000 mand. Der opstilledes:
2. armé under general Stefanovitsch med 1 linje- og 2 reservedivisioner ved Küstendil for at støtte hovedhærens venstre fløj ved en fremrykning imod Kratovo, omfattende i alt 35.000 geværer, 700 sabler og 120 kanoner;
1. armé under kronprins Alexander, der samlede sig mellem Leskovats og Vranja med Kumanovo som mål, og som bestod af 3 linje- og 2 reservedivisioner samt en rytterdivision, omfattende i alt 60.000 geværer, 4.500 sabler og 232 kanoner;
3. armé under general Jankovitsch med 1 linje- og 2 reservedivisioner, omfattende i alt 34.000 geværer, 1.200 sabler, 144 kanoner, hvilken samlede sig ved Kursumlje med Pristina som mål;
Ibar-hæren under general Zivkovitsch med 2 reservedivisioner, omfattende i alt 16.000 geværer, 400 sabler og 56 kanoner, hvilken fra Kraljevo skulle rykke ind i Novibazar.
Til støtte på venstre fløj gik den bulgarske 7. division, omfattende 40 bataljoner, 3 eskadroner og 72 kanoner, fra Dupnica-Samokov frem mod Struma-dalen.

### Tyrkiet
De tyrkiske stridskræfter over for Balkanlandenes bestod i fredstid af 2. hærinspektion: VII armékorps i Yskyb, VI i Monastir, V i Saloniki foruden 22. og 23. selvstændige division i Koziani og Janina. Denne stridsmagt forstærkedes af mindst 3 redif-divisioner (en fra Anatolien) af 1. opbud og 11 af 2. opbud. Overbefalingen førte Ali Riza Pasha, som tillige havde at forsvare sig mod Montenegro og Grækenland, men han anså Serbien for hovedmodstanderen og opstillede 4 grupper imod det:
Centrum: Vardar-hæren under Zekki Pasha imellem Istib og Yskyb, VI armékorps, Djavid Bey, 2 divisioner af VII armékorps, Fethi Pasha, 5 redif-divisioner og en rytter-division, den sidste nord for Kumanovo, i alt omkring 50.000 mand med 116 kanoner.
Vestgruppen: Ferik-Tevfik Pasha, een division af VII armékorps og 2 redif-divisioner ved Pristina-Giljane, i alt omkring 12.000 mand.
Østgruppen: V armékorps og 2 redif-divisioner, dels i Struma-dalen, dels imellem Istib og Strumnica, i alt omkring 40.000 mand, 60 kanoner.
Ibar-reserven, omfattende nogle redif-divisioner ved Prilep.

## Indledende manøvrer
Serbernes hovedhær holdt sig til 20. oktober tilbage, hvorimod fløjene allerede gik frem 18. oktober. 2. armé nåede uden synderlig modstand den 22. oktober Kratovo og 3. armé Pristina-Giljane. Ibar-hæren besatte den 23. oktober Novibazar og dagen efter Sjenica. 1. armé mødte større modstand, og dens tête med omkring 30.000 mand blev samme dag angrebet af 35.000 tyrkere, som dog måtte gå tilbage. Den 24. oktober, da 1. armé var sluttet op, besluttede kronprinsen at angribe Kumanovo, inden VI armékorps kunne gribe ind. Han indledede fægtningen ved en voldsom artilleriskydning og slog VIII armékorps fuldstændig. Kl. 10 var Kumanovo erobret, og nu rettedes angrebet imod VI armékorps, der veg tilbage mod Kjopryly. Da nu også 2. og 3. armé trængte frem, så at VII armékorps den 26. fordreves fra Yskyb, kom tyrkerne i en vanskelig stilling og søgte i hast at koncentrere sig i linjen Prilep (V og VI armékorps), Krusevo (VII armékorps), hvor Ali-Riza Pasha modtog forstærkning fra Albanien og Makedonien. Hans mål var at forsvare Monastir. Serberne havde imidlertid også opstillet flere tropper og mente, at 1. armé, der rådede over 85.000 mand, var tilstrækkelig til at bryde tyrkernes modstand. Da Kjöpryly erobredes den 29. oktober af 2. armé, sendtes derfor den serbiske Timok-division og endnu en division med mere til Adrianopel for at deltage i denne fæstnings belejring. 3. armé, der måtte afgive Morava-divisionen, skulle operere i Albanien og Gammel-Serbien, San Giovanni di Medua besattes den 17., Alesso den 18. (her toges 4.000 mand til fange), Durazzo den 29. november og Elbarsan den 1. december, mens general Zivkovitsch den 12. november nåede Djakova.
Imidlertid fortsatte 1. armé sin fremrykning mod Monastir i 3 kolonner, idet dog en brigade og største delen af rytteriet sendtes til Saloniki. De nåede den 15. november Dorijan uden modstand, men et herfra afsendt rytterregiment erfarede, at grækerne allerede havde besat byen den 7. Fremrykningen gav anledning til flere kampe, således ved Kicova natten mellem den 5. og den 6. november, hvor VII armékorps blev overrasket, og ved Prilep, som erobredes den 5. om aftenen. Men tyrkerne tog atter stilling 10 km syd derfor, og da en heftig snestorm den 6. og 7. november tillige gjorde bjergvejene ufremkommelige, måtte angrebet på Monastir udsættes til den 13. november, hvilken frist tyrkerne benyttede til at forstærke den derværende 30 km lange stilling. De truedes dog tillige i ryggen af grækerne, som kom fra Saloniki, så at en division (18.) måtte afsendes derimod. Serberne angreb såvel i fronten som på begge fløje, mens rytteriet sendtes til grækerne og besatte Kenali. Der opnåedes nogle fordele hin dag. Den 15. og 16. blev det tyrkiske centrum tvunget tilbage, og den 17. november fandt den afgørende kamp sted, hvor efter Monastir erobredes den 18. november.
Fethi Pasha slog sig igennem til Resnja, men faldt den 20. november under en kamp ved Presba-søen. Zekki Pasha mistede ved Medzili hele sit artilleri, men slap med 18. division, forfulgt af grækerne gennem Pisodeni-passet til Janina. Djavid Pasha blev med 1.000 mand og meget skyts taget til fange ved Monastir. Tyrkerne mistede desuden 7.000 mand, serberne 5.000 mand. At ikke hele den tyrkiske hær blev ødelagt, skyldtes, at 18. diyision standsede grækerne. Serberne forblev i Monastir, hvor de to kronprinser mødtes. Den 4. december afsluttedes en våbenstilstand med Tyrkiet, men Albanien erklærede sig nu uafhængig, støttet af Østrig (hvis konsul i Prisrend havde lidt overlast), hvilket ved sin delvise mobilisering indtog en truende holdning. De serbiske stridskræfter koncentrerede sig derfor omkring Yskyb, men holdt dog fortsat Alesso og Durazzo besatte.

## Grækenlands krigsmanøvrer
Ved krigens begyndelse var den græske hær, som i begyndelsen af 1912 havde fået en ny ordning, under omdannelse med den franske general Eydoux som rådgiver. Det opstillede en hovedhær under kronprins Konstantin med general Danglis som stabschef, med 4 linje- og 3 reserve-divisioner samt en rytter-division, i alt omkring 60.000 geværer, 1.800 sabler, 176 kanoner, ved Trikola-Larissa med Saloniki og Monastir som mål, samt Arta-gruppen under general Zapundzakis med 8. division og frivillige fra Kreta, i alt omkring 10.000 mand og 16 kanoner for at erobre Epirus og Janina.
De tyrkiske stridskræfter, der kunne komme i betragtning som umiddelbare modstandere, bestod kun af 22. og 23. division, og 2 redif-divisioner under Hassan Tashin Pasha, i alt omkring 27.000 mand og 72 kanoner, men den 20. oktober mødte en redif-fivision fra Asien frem, så at Essad Pasha nu kunne råde over omkring 16.000 mand i Epirus og Janina og Tashin Pasha over 20.000 mand sydvest for Saloniki. Yderligere kunne senere de i Strumnica opstillede 28.000 mand under Ali Radir Pasha komme i betragtning. At grækerne hævdede herredømmet til søs, var for dem af stor betydning.
Den 18. oktober overskred den græske hovedhær i 3 kolonner grænsen. Den ved Elassona opstillede tyrkiske avantgarde veg tilbage til Serfidsje, hvor Tashin Pasha ville optage kampen med omkring 18.000 mand. Han standsede også grækerne i 2 dage, men da han blev omgået i begge flanker, led han den 24. et betydeligt nederlag, og grækerne udbredte sig der efter i slettelandet. Med 6 divisioner og rytteriet ilede de mod Saloniki, mens kun 1 1/2 division sendtes imod Vardar-hæren i nordvest. Den 2. november satte Tashin Pasha sig endnu en gang med 20.000 mand til modværge ved Jenidse Vardar, men overfløjet til venstre måtte han dagen efter opgive sin stilling, så at et græsk rytterregiment den 7. november kunne holde sit indtog i Saloniki, fulgt af fodfolk dagen efter. Bulgarernes 7. division, som den 7. november over Seres havde nået Aivali, kom således bagefter.
Tashin Pasha, som var blevet forstærket med flygtninge fra Vardar-hæren og Struma-dalen, blev dog herved omsluttet, tilmed da grækerne landsatte en styrke i Kassandra-bugten, og måtte den 9. november kapitulere med 25.000 mand.
Kronprins Konstantin, som samme dag holdt sit indtog i den omstridte by, måtte dog snarest tænke på at yde sin 1 1/2 division i nordvest understøttelse, da disse tropper havde haft en vanskelig stilling lige over for en del af Vardar-hæren, som endog vandt flere fordele. 3 divisioner og rytterdivisionen sendtes frem imod vest i to kolonner og angreb tyrkerne den 16. og 17. november ved Vladova Komano. Disse ydede ny modstand den 20. og 21. november ved Florina, hvor efter den tyrkiske arrieregarde, som før nævnt, blev oprevet ved Pisodeni og grækerne vandt et stort bytte. Hermed var felttoget i Makedonien afsluttet, men Janinas erobring stod endnu tilbage. Af hensyn hertil tiltrådte Grækenland ikke våbenstilstanden. Arta-gruppen havde alt i oktober besat den sydlige del af Epirus og navnlig med understøttelse af marinen erobret fæstningen Prevesa, men Janina, med sin omkreds på 50 km, deri indbefattet bjerget Bisani, der var bestykket med 50 kanoner, ydede sejg modstand, navnlig efter at en del af Vardar-hæren med Essad og Zekki Pasha havde bragt besætningen op til over 30.000 mand med 120 kanoner. Kronprins Konstantin sendte derfor den 3. og senere endnu en division derhen, og omkring fæstningen fandt mange heftige kampe sted, såvel i december som i januar. Den 23. januar overtog kronprinsen overbefalingen, han rådede da over 45.000 mand, 17 batterier og en del svært skyts. Efter et heftigt bombardement den 4. marts (15.000 skud) og heldige stormangreb, der vildledte tyrkerne, indledede Essad Pasha den 6. marts kapitulationsforhandlinger. Omkring 12.000 tyrkere blev krigsfanger, 7.000 lå på lazarettet, og 14.000 brød ud, hvoraf rytteriet dog indfangede omkring 3.000. Grækernes tab i dagene 4. og 5. marts var kun 500 mand. Essad Pasha undkom til Skutari.

## Kampene om Skutari
Foran Skutari opererede tyrkerne ikke efter våbenstilstanden, så at montenegrinerne i december og januar måtte værge sig. De udbad sig derfor understøttelse af den serbiske Drina-division med svært skyts. Den anvendtes mod Tarabosch, men alle stormforsøg her og mod bjerget Bardangolt i øst den 7.-9. februar afsloges. Fra Saloniki afsendtes så i marts en ny serbisk division til Skutari, hvor efter general Bojovitsch overtog befalingen over angrebstropperne og fra 15. marts beskød byen på det voldsomste. Stormagterne havde imidlertid besluttet, at Skutari skulle forblive under Albanien, og fik en våbenstilstand tilvejebragt, som dog atter brødes 4 dage senere, hvor efter nye stormforsøg gjordes. Stormagterne iværksatte da en flådedemonstration mod Montenegro, hvad der bevirkede, at serberne drog bort. Imidlertid var fæstningens kommandant Hassan Riza Pasha blevet myrdet. Essad Pasha overtog kommandoen, og skønt han endnu rådede over 26.000 mand, kapitulerede han den 23. april. Kong Nikolaus måtte dog atter rømme byen i begyndelsen af maj, og den blev så besat af stormagterne. Montenegrinernes tab havde mindst udgjort 10.000 mand.

## Bulgariens kampe
Bulgarien var Tyrkiets hovedmodstander og havde den vanskeligste opgave. Det måtte nemlig dels slå den tyrkiske hovedhær, som i Adrianopel havde en god støtte, og ikke tabe sine interesser i Makedonien af syne. Det besluttede først at angribe tyrkerne i Thrakien og opstillede imod disse følgende hære under overbefaling af zar Ferdinand med general Fitschev som stabschef og general Savov som faktisk overgeneral (mobiliseringen var befalet den 30. september og opmarchen til dels fuldført den 14. oktober). Den 18. oktober stod:
1. armé under general Kutinschev omfattende 1., 3. og 10. division ved Kisilagatsch, i alt med 56 batailloner, 3 eskadroner, 132 kanoner og 12 haubitsere, 3 pioner-bataljoner;
2. armé under general Ivanov omfattende 8. og 9. division ved Tirnovo, i alt med 48 bataljoner, 3 eskadroner, 96 kanoner, 12 haubitsere, 3 pioner-bataljoner;
3. armé under general Dimitriev omfattende 4., 5. og 6. division ved Jamboli, i alt med 64 Bataljoner, 3 eskadroner, 180 kanoner, 12 haubitsere, 3 pioner-bataljoner.
Direkte under overkommandoen hørte:
2. division mellem Haskovo og Karadschilar, i alt med 40 bataljoner, 6 eskadroner, 84 kanoner, 1 pionerbataljon,
7. division mellem Dubnitza og Samakov, i alt med 40 bataljoner, 5 eskadroner, 72 kanoner, 1 pionerbataillon,
11. division under formering ved Tirnovo, og en rytterdivision, fremskudt mod grænsen foran 1. og 2. armé.
Bataljonerne var på over 1.000 mand.
De tyrkiske stridskræfter lige over for hørte fra først af til Konstantinopels Hærinspektion. Mobiliseringen begyndte den 1. oktober, men lededes med ringe kraft. Krigsminister var Nazim Pasha, Abdullah Pasha udnævntes til overgeneral med Djevad Bey som stabschef. Tyrkerne ventede bulgarernes hovedangreb i rummet Adrianopel-Kirkkilisse, kommende fra nordvest og besluttede, støttet på førstnævnte fæstning, at standse det her. At forlægge opmarcherummet længere tilbage således, som mange af hensyn til hærens ufærdige tilstand tilrådede, blev opgivet, og den 21. oktober stod:
I armékorps under Javer Pasha, omfattende 3 linje- og en redif-division med 20.000 mand og 72 kanoner ved Kavalki-Jenidze,
II armékorps under Torgut Sjefket Pasha, omfattende 2 linje-divisioner med 14.000 mand og 48 kanoner ved Tyrkbey-Karagac;
III armékorps under Mahmud Mukhtar Pasha, omfattende 3 linje- og 2 redif-divisioner med omkring 38.000 mand og 80 kanoner foruden 3 haubits-batterier omkring Bunar-hisar;
IV Armékorps under Ahmed Abu Pasha, omfattende 2 linje- og 2 redif-divisioner med omkring 20.000 mand, 60 kanoner og 3 haubits-batterier ved Lyle Burgas;
rytter-divisionen med 2.000 sabler og 12 kanoner nord for Sejmen.
Kirkkilisse tillagdes ringe betydning og var kun befæstet med to jordværker. I Adrianopel havde man som besætning X og senere XI division samt 3 redif-divisioner med mere, under Sjukri Pasha, i alt omkring 50.000 mand. Den havde en omkreds af 35 km med 27 dels permanente værker. For at beskytte den vigtige jernbanelinje Demotika-Xanthi stod henved 10.000 tyrkere ved Kirdjaly.
Mens Abdullah Pasha af hensyn til hærens underlegenhed og dårlige tilstand, thi den manglede alt, ville forholde sig defensiv, forlangte krigsministeren, at man den 22. oktober skulle gå frem mod bulgarerne. Disse havde den 18. oktober begyndt at overskride grænsen. 2. armé erobrede Mustapha-Pasha, og vendte sig med tropper på begge sider af Maritza-floden mod Adrianopel. Den 21. oktober opnåedes forbindelse med 1. armé (3. division), der var rykket frem vest for Tundscha og Ivanov søgte derpå ved at trænge videre frem at hindre besætningen i at understøtte den tyrkiske hovedhær. 10. og 11. division angreb dog den 22.-24. oktober i retning af Kaipa og bandt derved 3. og 10. division. Først i slutningen af oktober blev fæstningen indesluttet. 3. division afløstes af 11. 1. og 3. armé overskred ligeledes fra den 18. oktober grænsen med retning Adrianopel-Kirkkilisse, men for at klare situationen blev angrebet på den tyrkiske hovedhær fastsat til den 22. oktober. Således måtte det denne dag komme til kamp, navnlig ved Erikler Petra og Eski Polos i øst, ved Syliolu og Geckenli i vest. I løbet af natten gjorde bulgarerne flere fremstød, navnlig mod Kirkkilisse, hvor panik opstod, og under den påfølgende kamp den 23. oktober frembragte det bulgarske artilleri så stor virkning, at tyrkerne i vild flugt veg tilbage imod syd og sydøst. Kun ved Erikler Petra og Jenidze ydedes modstand af III og I armékorps. Dette bevirkede, at bulgarerne ikke forfulgte og først den 24. oktober besatte Kirkkilisse således, at tyrkerne den 25. kunne samle sig med III armékorps ved Viza og med de øvrige hærdele ved Baba-Eski. Dagen efter indtog de en stilling bag Karagac-deresi, mens XVII og XVIII armékorps, bestående af redif-divisioner, samlede sig ved Juvali og Saraj. Abdullah ville dog ikke optage kampen bag hin flod, men ved Ergene. Krigsministeren forlangte det første, og således besattes den 23 km lange stilling Karagac-Lyle Burgas af I, II og IV armékorps, mens højre fløj skulle dækkes af III, XVII og XVIII armékorps. Angrebet på denne stilling indledtes den 27. oktober, idet 3. armé dannede venstre og 1. og 10. division af 1. armé højre fløj. Den 28. oktober blev der blot rekognosceret, men den 29. oktober foretoges det egentlige angreb, som førte til Slaget ved Lüle Burgas, der den 31. oktober endte med tyrkernes nederlag, idet de mistede omkring 25.000 mand og 160 kanoner, mens bulgarernes tab gik op til over 20.000 mand. Kun Mahmud Mukhtar Pasha kæmpede med III, XVII og XVIII armékorps heldigt mod den bulgarske 5. division ved Bunar-hisar. Denne havde ondt med at klare sig, indtil l brigade af 3. division den 31. oktober bragte den understøttelse. Under store lidelser og megen forvirring gik den tyrkiske hær tilbage til den 1877 anlagte forsvarsstilling ved Tschataldscha, 35 km fra Konstantinopel, med begge fløje støttede til havet. Dens 41 km lange front blev ved Derkos-søen i nord og Tschekmedre-bugten forkortet med 13 km, men de gamle værker duede ikke, nye måtte anlægges, det til Adrianopel sendte svære skyts erstattes med nyt og vandmanglen afhjælpes. Koleraens udbrud forværrede yderligere situationen. Bulgarerne var det dog ikke lykkedes at ødelægge den tyrkiske hær, hvad der ved en energisk forfølgning havde været muligt. De standsedes af slette veje og forplejningsvanskeligheder, og derved fik tyrkerne tid til at reorganisere sig og forberede sig på kraftig modstand.
I alt samledes i stillingen 84.000 mand, nu under befaling af Nazim Pasha, med 280 kanoner foruden nogle 12 og 15 cm’s haubitsere. III armékorps opstilledes på højre, I på venstre fløj, II i Centrum, XVII og XVIII, der blev omdannede til I og II reservearmékorps, stilledes i reserve. Først den 11. november nåede bulgarerne til Canta-Strandza og traf nu forberedelser til at angribe stillingen, således at 1. armé stod på højre og 3. armé, forstærket med 5. og 9. division, på venstre fløj, i alt omkring 126.000 mand med 550 kanoner, deriblandt kun 12 svære. General Dimitriev havde overtaget kommandoen over begge hære, som han den 16. november førte tæt ind på stillingen. Han besluttede at angribe, inden yderligere forstærkninger var indtrufne. Den 17. november indledte artilleriet kampen, men det kunne ikke få bugt med det tyrkiske, så at fodfolket led meget under fremrykningen og måtte grave sig ned. Kun et par skanser erobredes, men måtte atter opgives. Tyrkiske krigsskibe greb ind på Fløjene. Den 18. november fortsatte 3. armé angrebet, men til en egentlig stormløb kom det ikke. Mahmud Mukhtar Pasha greb endog offensiven, og herunder blev han såret. Den 19. fandt hovedsagelig en artillerikamp sted og bulgarerne måtte atter afvise tyrkernes offensive stød. Hermed ophørte kampen, som havde kostet bulgarerne omkring 12.000 mand, og begge parter indtog defensive stillinger. De første havde ved mangelfulde anordninger forspildt chancen for at nå Konstantinopel. Navnlig havde Adrianopel bundet mange kræfter, thi dens belejring krævede 8. og 11. division foruden 2 landstorms-divisioner og fra 5. november 2 serbiske divisioner, i alt henved 100.000 mand, mens 2. division og rytter-divisionen måtte dække belejringshæren mod undsætningsforsøg fra Gallipoli og fra vest. Fæstningen bombarderedes fra den 25. november til den 3. december uden resultat, ja tyrkerne gjorde endog flere udfald.

## Våbenstilstand
Våbenstilstanden af 3. december afsluttede foreløbig fjendtlighederne, af hvilke endnu må omtales, at 7. division, som var kommet for sent til Saloniki, på græske fartøjer fra Saloniki førtes til Dede-Agac. En del af 2. division under general Genev havde med held opereret mod tyrkerne i Kirdsjaly og tvunget dem tilbage til Feredsjik, og understøttet af en rytterbrigade tvang han den 28. november 10.000 mand under Javer Pasha til at kapitulere ved Merkumli, hvorved den vigtige jernbanelinje Seres-Demotika og hele kyststrækningen mod Det ægæiske Hav kom i bulgarsk besiddelse, da en brigade af 2. division var nået frem til Kavala. 2. og 7. division samledes der efter ved Demotika for at anvendes mod halvøen Gallipoli.
Den afsluttede våbenstilstand, som ikke tiltrådtes af Grækenland og Montenegro, var kommet i stand ved tryk fra stormagternes side, og den 16. december åbnedes en konferencen i London, hvor repræsentanter for disse og de krigsførende mødtes. Disses krav var store og enighed ikke til at opnå. Den 18. januar forlangte dog stormagterne, at Tyrkiet skulle opgive Adrianopel, hvad det 22. januar gik ind på, men dagen efter blev storvesir Kiamil styrtet og Nazim Pasha myrdet af Enver Rey, hvor efter det ung-tyrkiske parti kom til magten og Isset Pasha blev krigsminister. Den 28. januar opløste konferencen sig, og fra 3. februar begyndte fjendtlighederne på ny, skønt Tyrkiet kun var lidet forberedt på at føre et offensivt felttog.

## Nye felttog og den endegyldige fred
Under våbenstilstanden havde Bulgarien organiseret sine stridskræfter og befæstet sin stilling foran Tschataldscha, i alt 132.000 mand, desuden var dannet en 4. armé under general Kovatschev på 3 divisioner, i alt 50.000 mand, som var leddelt i to grupper ved Demotika og Bulair. Hovedopgaven blev at erobre Adrianopel, som under våbenstilstanden ikke havde måttet provianteres. Til større offensive foretagender manglede den fornødne kraft. Dog angreb grupperne ved Bulair den 4. og 5. februar Fachri Pasha, som holdt landtungen besat med 25.000 mand og 60 kanoner, men angrebet blev slået tilbage. Imidlertid havde Izzet Pasha anordnet, at der skulle gøres et forsøg på at undsætte Adrianopel. Mens to divisioner den 8. februar havde at angribe fra Bulair, skulle X armékorps under Hurschid Pasha og med 35.000 mand på 20 større dampere under flådens beskyttelse samme dag landsættes ved Sarhoj. Det lykkedes at udskibe 2 regimenter, som fordrev bulgarerne, men da den højre division ved Bulair ikke havde kunnet vinde frem, og venstre division ikke opnåede forbindelse med X armékorps, blev offensiven opgivet og X armékorps den 10. februar atter indskibet. Senere fandt kun mindre landgange sted, og da 1. armé fra Tschataldscha var trukket tilbage til Ergene, mens X armékorps havde forstærket den tyrkiske stillings besætning, gik denne noget frem, hvorved i tiden fra 29. marts til 14. april en del resultatløse kampe fandt sted.
Adrianopel belejredes af 72.000 bulgarer og 25.000 serbere, idet allerede den 3. februar om aftenen beskydningen genoptoges. Hidtil havde man ført hovedangrebet mod byens vestfront af hensyn til jernbanen, men nu besluttedes det at rette det imod nordøstfronten på en strækning af 5,5 km, til trods for de vanskelige kommunikationsforhold. Efter 20 dages forløb var omkring 130 stk. belejrings-skyts med en forsyning af 500 skud pr piece bragte i batteri, og deres virkning var indtil den 23. marts så stor, at der kunne tænkes på et stormløb. Flyvemaskiner, hvoraf 32 var anskaffede, men kun 8 kom til anvendelse, havde udført gode rekognosceringer, under hvilke dog nogle flyvere blev skudt ned. Forsøget med bombekastning blev ganske resultatløst. Stormen på den fremskudte stilling på fæstningens østfront fastsattes til natten mellem den 24. og 25. marts, hvortil 6 brigader bestemtes, men også hele den øvrige omkreds skulde angribes. Foretagendet lykkedes over al forventning, og desuden opnåede serberne betydelige fordele på nordvestfronten. Det besluttedes derfor at arbejde sig videre frem mod de indre værker. Natten mellem den 25. og 26. marts tilintetgjordes pigtrådshindringen foran disse 3 åbninger og fandt et sidste stormløb sted med det resultat, at fæstningen om morgenen var erobret med et offer af 5.000 bulgarer og 2.000 serbere. Tabet under hele belejringen 12.000 bulgarer, 3.000 serbere. I fæstninger fandtes 50.000 tyrkere og henved 600 kanoner.
Da nu grækerne den 6. marts havde erobret Janina, Skutaris fald stod for døren og Tyrkiet ingen fordele havde opnået, var dette villig til at slutte en våbenstilstand med Bulgarien. Den kom i stand den 16. april og tiltrådtes af Grækenland og Serbien, mens den endelige fred afsluttedes 30. maj i London, ved hvilken Tyrkiet måtte bringe store ofre og kun beholdt en ringe del af Thrakien.